# Canícula

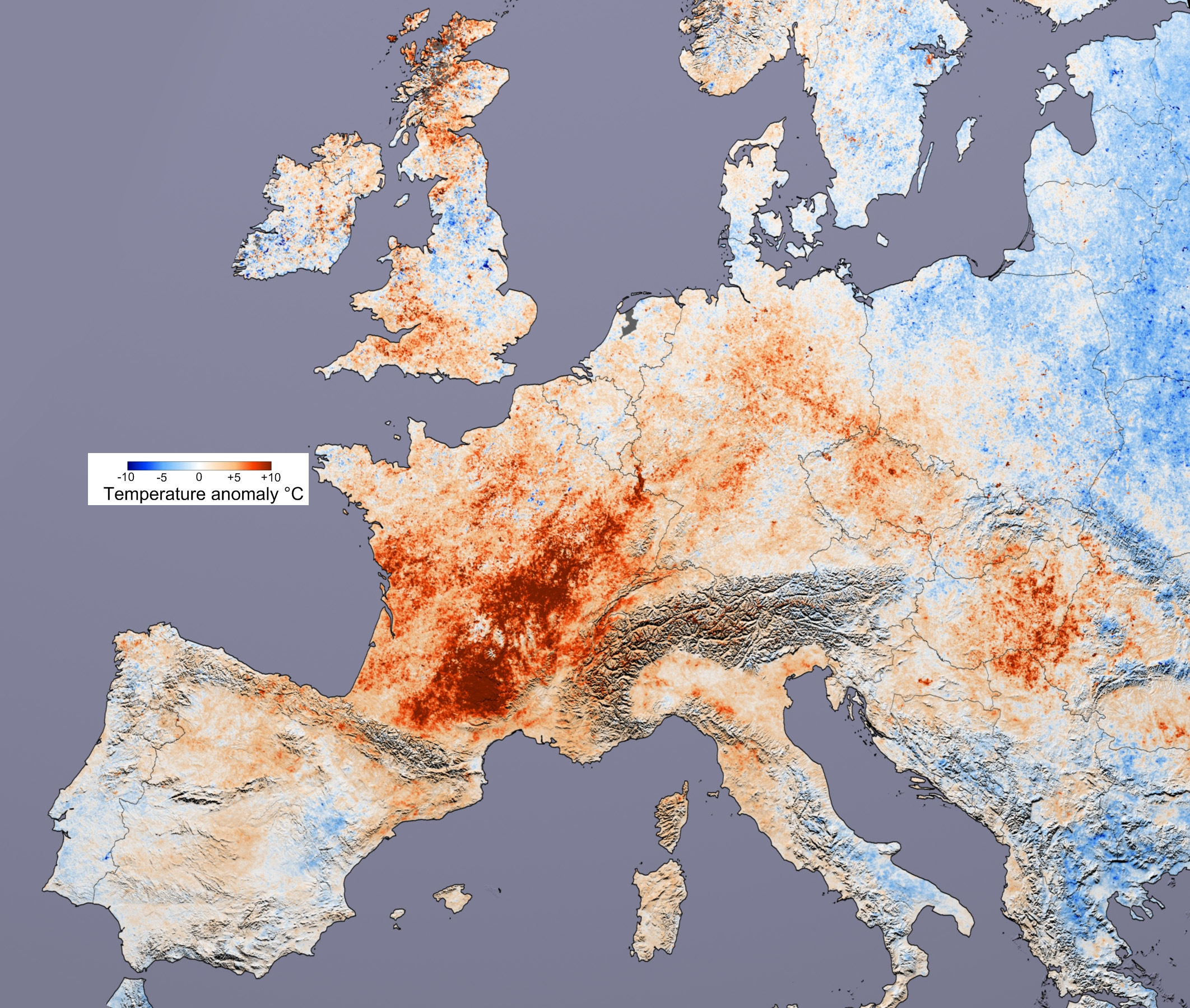
Mapa d'Europa mostrant el període canicular anormalment càlid de l'any 2003

La canícula o període canicular (en llatí: diēs caniculārēs) són tradicionalment els dies més càlids de l'estiu. En realitat, no sempre els dies de més calor al llarg de l'any corresponen al període canicular estricte.

## Etimologia
El nom de canícula, que literalment significa 'gos petit', prové de l'estel Sírius, també anomenat Estel del gos. Els antics romans associaven les fortes calors de l'estiu amb la presència al firmament de l'estel Sírius, el qual, a l'estiu de l'hemisferi nord, és el més brillant de la constel·lació Canis Major (Gos Gros). El terme canícula ben aviat va ser usat pels grecs; per exemple, apareix en la Física d'Aristòtil.

## Origen
Originàriament (hemisferi nord), els dies caniculars eren els dies en els quals Sírius apareixia just abans o al mateix temps que el sol eixia (Ortus helíac), però actualment ja no ocorre això, ja que pel fet de la precessió dels equinoccis Sirius apareix a finals d'agost. Els romans sacrificaven un gos bru al principi del període canicular per tractar d'apaivagar la fúria de Sírius, creient que aquest estel era la causa del pic de calor estival.
Popularment, es pensava que la canícula era un temps maligne: "el mar bullia, el vi es tornava agre, els gossos embogien, i totes les altres criatures es tornaven lànguides; als humans els causaven entre altres malalties, gran febres, histèria i frenesí", segons el Clavis Calendaria de Brady de l'any 1813.

## Dates
A l'hemisferi nord, correspon habitualment a part dels mesos de juliol i agost mentre que a l'hemisferi sud se situen entre gener i febrer (estiu austral).
A l'antiga Roma, la canícula anava des de 24 de juliol fins al 24 d'agost, o, alternativament, del 23 de juliol al 23 d'agost. Actualment, per a moltes cultures d'Europa, germànica i llatina, aquest període de l'any encara se cita com a canícula i noms derivats. El The Old Farmer's Almanac de Kinney situa el període tradicional de la canícula (Dog Days en anglès), que comença el 3 de juliol i acaba l'11 d'agost (que es correspon més exactament amb el període estadísticament de més calor de l'estiu) i que coincideix amb l'antiga sortida heliacal de Sírius. Aquests són els dies de l'any amb menys pluviometria a l'hemisferi nord.
S'ha de tenir en compte que per la introducció moderna del calendari gregorià, s'han d'afegir generalment 11 dies a les dates referenciades del segle xvi o XVII (fins a 1752 en el cas del Regne Unit i les seves colònies). Això vol dir que ha de començar el dia 16 de juliol i acabar el dia 24 d'agost.
A la península ibèrica es considera acceptat com a norma general, per estadística, que la canícula va del 15 de juliol al 15 d'agost.

## Altres referències
A l'antic Egipte, Sírius, al qual anomenaven Sotis, apareixia just abans de l'estació d'inundació del Nil i, per tant, usaven l'estel Sirius per a predir-la, també en aquest cas coincidia amb el màxim de calor. També gràcies a Sírius sabien que l'any durava 365 dies i un quart de dia.
En anys recents, les expressions Dog Days o Dog Days of Summer han pres altres significats. Freqüentment, s'ha usat aquest terme per a referir-se al mercat d'accions (stock market) dels Estats Units, ja que típicament és un període de poques transaccions d'accions i les accions d'aquesta època són poc rellevants amb poc de potencial de futur i sovint es coneixen com a dogs.

## Efectes
Una situació continuada de circulacions atmosfèriques anticiclòniques gairebé estacionàries que es poden concentrar durant el període canicular pot suposar un risc per als éssers vius:
- Humans. La població més vulnerable són gent gran i malalts mentals sense assistència en ambients poc saludables sota altes temperatures a les regions afectades, presenta problemes relacionats amb molèsties tèrmiques, hipertèrmia, deshidratació en diferents graus de severitat i augment de la mortalitat.
- Biodiversitat. Normalment aquest període coincideix amb una manca de precipitacions ocasionant un estres per sequera en la vegetació amb pèrdua de vigor, fins i tot mutilacions, pèrdua de l'anyada, ... La pèrdua d'oportunitats en la vegetació autòctona pot suposar afavorir les condicions d'implantació d'espècies al·lòctones, i fins i tot esdevenir invasores. Les espècies animals poden patir un desplaçament en alçada.[5]
- Producció forestal. Hi pot haver una pèrdua de la coberta forestal directament pels efectes meteorològics (sequera dels arbres, poden arribar a la mort), o indirectament arbres que poden cremar en incendis forestals.[6]

La canícula de l'any 2003 va ser especialment severa a Europa, va ser una onada de calor que va durar gairebé dues setmanes i va matar més de 20.000 persones a tot el Vell Continent (França va ser la més perjudicada, amb 14.000). La temperatura més alta es va registrar a La Palma del Condado (Huelva), Lora del Rio i La Pobla de Cazalla (ambdues a Sevilla) amb 48 graus centígrads, un dels valors més alts registrats mai a la Península.